# Drosophila latipaenula
Drosophila latipaenula este o specie de muște din genul Drosophila, familia Drosophilidae, descrisă de Toyohi Okada și Carson în anul 1982. Conform Catalogue of Life specia Drosophila latipaenula nu are subspecii cunoscute.